# Japón en los Juegos Olímpicos de Sankt Moritz 1928
Japón estuvo representado en los Juegos Olímpicos de Sankt Moritz 1928 por un total de 6 deportistas que compitieron en 3 deportes.  
El portador de la bandera en la ceremonia de apertura fue el esquiador de fondo Subaru Takahashi. El equipo olímpico japonés no obtuvo ninguna medalla en estos Juegos.